# Columna de María

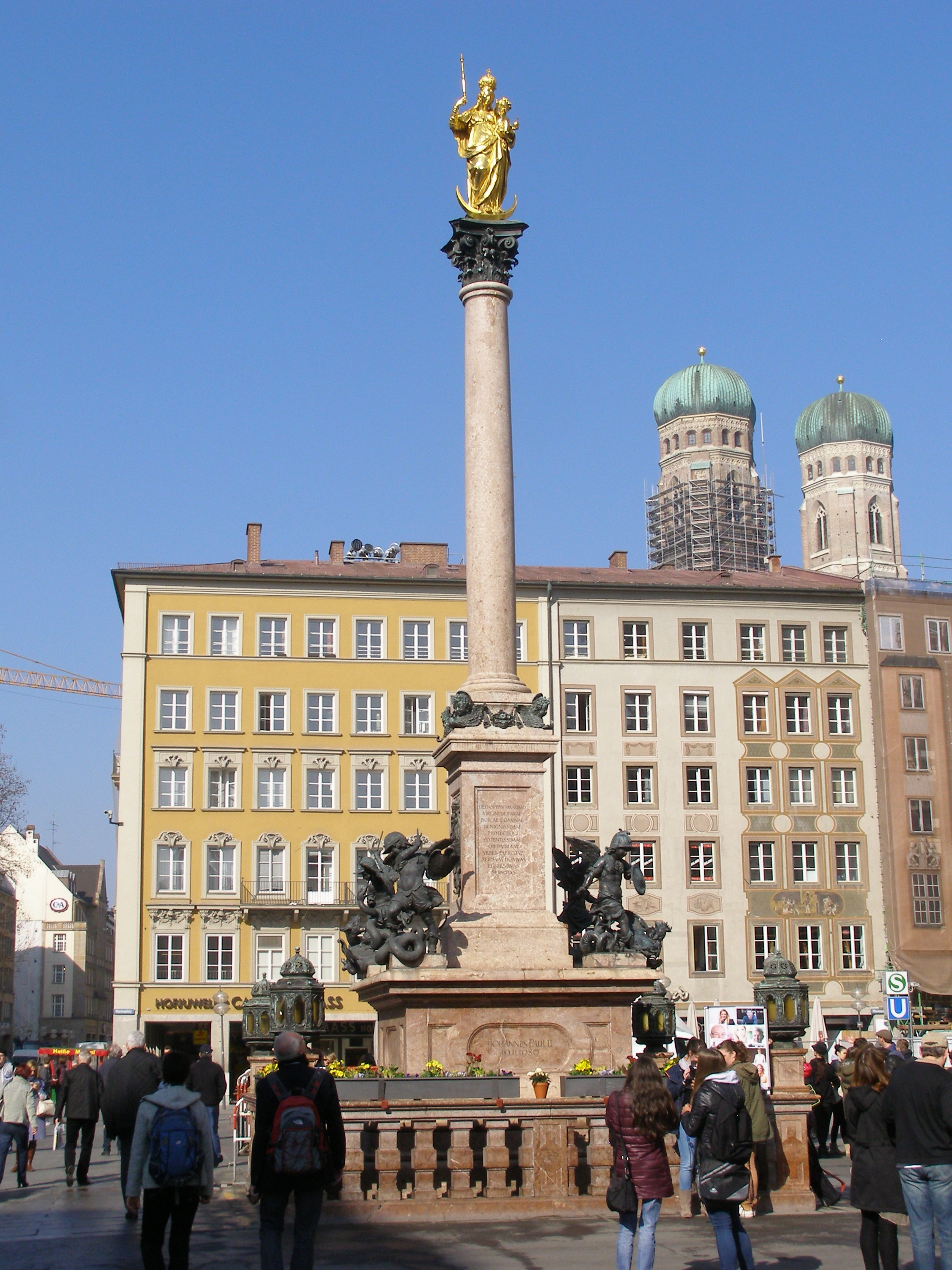
Columna de María, vista desde la plaza

La Mariensäule o columna de María se encuentra en la Marienplatz o plaza mayor de Munich (Alemania). Es una columna que fue construida en 1638, durante la guerra de los 30 años (1618-1648), después de que la ciudad de Múnich fuese salvada de la destrucción por los suecos. La plaza toma el nombre de este monumento.
El monumento se compone de una columna de mármol en cuya parte superior aparece una estatua dorada de la Virgen María con el Niño Jesús en brazos. Por la tipología de la obra se trata de un "triunfo", es decir un monumento consistente en una columna u obelisco que sostiene en su parte superior una estatua. En la base de la columna se pueden observar a cuatro ángeles, que luchan contra criaturas míticas que representan las cuatro amenazas que tenía Munich en esa época:
- El primer monstruo es un dragón que representa el hambre.
- El segundo, que lucha con un león representa la guerra.
- El tercero es un basilisco que representa la enfermedad.
- El cuarto, la serpiente que representa la herejía, es decir a todos los protestantes de aquella época que daban lucha a la Iglesia católica.